# Nikola Jerkan
Nikola Jerkan (født 8. december 1964 i Split, Jugoslavien) er en kroatisk tidligere fodboldspiller (forsvarer).
Jerkan spillede 31 kampe og scorede ét mål for Kroatiens landshold i perioden 1992-1997. Han var med i den kroatiske trup til EM 1996 i England, kroaternes første slutrundedeltagelse som et selvstændigt land nogensinde. Han spillede tre af landets fire kampe i turneringen.
På klubplan repræsenterede Jerkan blandt andet Hajduk Split i hjemlandet, spanske Real Oviedo og Nottingham Forest i England.